# Survilliers
Survilliers egy község Franciaországban. Lakosainak száma 4154 fő (2022. január 1.).

## Földrajza
Survilliers La Chapelle-en-Serval, Plailly, Fosses és Saint-Witz községekkel határos.